# 王长平
王长平（1963年1月—），福建福州人，中国数学家，福建师范大学校长。入选中华人民共和国教育部第七批“长江学者”特聘教授，中国国家杰出青年科学基金获得者。

## 生平
曾就读于北京大学数学系、柏林工业大学。1997年回到中国，到北京大学数学科学学院任教，并于2008年出任院长。
2012年10月，回到家乡福州，被聘为福建师范大学副校长。2014年1月，主持福建师范大学行政工作。2015年5月，正式出任福建师范大学校长。2022年6月，当选九三学社福建省委员会主任委员。